# Anna-li (artist)
Matilda Anna Linnea Sjöberg (mer känd under artistnamnet Anna-Li), född den 2 maj 1997 i Myckelgensjö, Örnsköldsviks kommun, är en svensk sångerska, låtskrivare & musikproducent. 
Anna-Li debuterade år 2018 i P4 Nästa i Västernorrland med singeln "Mer av Dig"  och tog sig då till en tredjeplats i länsfinalen. Den 1 februari 2019 släppte hon sin första singel på engelska, "Everything"  och tog sig återigen till final i P4 Nästa Västernorrland med låten "Change Your Mind" . 
År 2019 började Anna-Li studera på Dreamhill Music Academy, en musikproduktionsutbildning grundad av Anders Bagge. 
Under 2020 har Anna-Li släppt singlarna "Green Light" och "Only if it's You".   